# Weiherfeld-Dammerstock
Weiherfeld-Dammerstock ist ein Stadtteil Karlsruhes. Im Norden wird er von der Südtangente und im Osten von der Ettlinger Straße begrenzt. Die beiden Stadtviertel Weiherfeld und Dammerstock sind durch die Alb getrennt und werden nur von einer Straßenbrücke und zwei Fußgängerbrücken verbunden.

## Geschichte
Weiherfeld wurde erstmals 1540 als „waldt der weyr gen“ erwähnt und gehörte bis 1800 zu Rüppurr und danach zu Beiertheim. Bis Anfang des 20. Jahrhunderts befanden sich auf dem Gebiet des heutigen Stadtteils nur Wiesen und landwirtschaftliche Flächen.

1913 wurden erste Pläne zum Bau Weiherfelds vorgelegt, doch erst sieben Jahre später konnte der Bau beginnen. Im November 1923 wurden die ersten Wohnungen fertiggestellt und im Juli 1927 wurde der Bau abgeschlossen. Dammerstock wurde in nur sieben Monaten nach den Plänen von Walter Gropius gebaut und am 29. September 1929 eingeweiht.

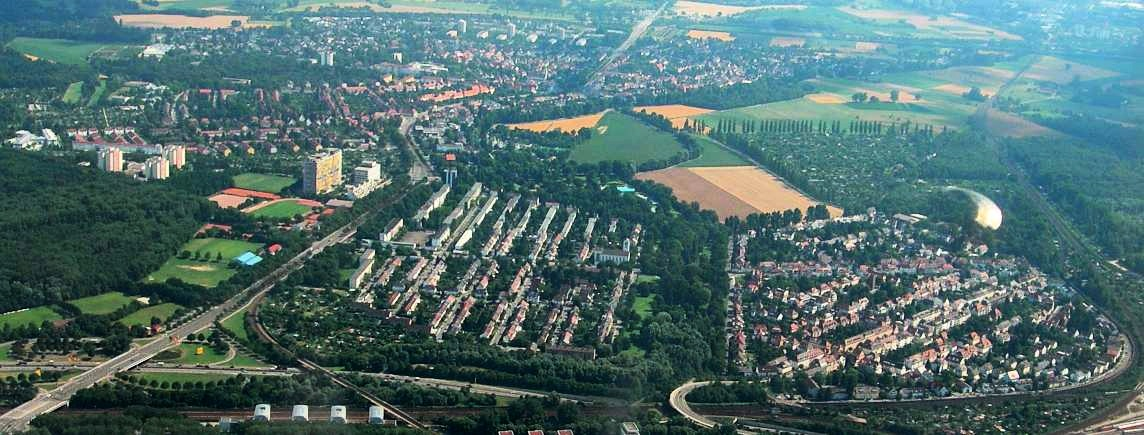
Luftbild des Stadtteils: Links Dammerstock, rechts Weiherfeld